# Мост Магдалины
Мост Магдалины — каменный мост в тосканском городе Борго-а-Моццано, шедевр средневековой инженерной мысли. Назван по небольшой часовне со статуей святой Марии Магдалины, стоявшей некогда на левом берегу.
Первый мост через реку Серкьо был возведён на рубеже XI—XII веков по повелению Великой графини Матильды Тосканской на паломническом пути, соединявшем Рим с Францией. Теперешний характерный вид с высокой главной аркой он приобрёл после перестройки начала XIV века, связанной с именем герцога Лукки Каструччо Кастракани. Многие века мост Магдалины был незыблем, но постепенно ветшал; об этом можно судить по указу правительства Республики Лукка, в 1670 году запретившего переносить по мосту мельничные жернова и мешки с мукой. Лишь в 1836 году, после в большого половодья, пришлось провести его серьёзную реконструкцию. В 1900 году при прокладке железнодорожной ветки из Лукки в Аулу был достроен западный береговой пролёт, что несколько исказило изящные формы моста.
Конфигурация моста Магдалины в целом характерна для раннего средневековья, уникальным его делает явная асимметричность, продиктованная разной высотой берегов. Мост длиной 95 метров и шириной всего 3,7 метра перекинут через реку четырьмя пролётами, наибольший из которых имеет 18 метров высоты. Ширина эффектной главной арки у правого берега — 37,8 метра, что в начале XIV века сделало мост Магдалины самым большим в Европе арочным мостом, уступившим в 1341 году первенство Чёртову мосту в Сере.
Как и у многих красивых средневековых мостов, с постройкой моста Магдалины связана легенда о его строителе и дьяволе. Говорят, что мастер каменщиков в один вечер, отчаявшись справиться с бурными разливами реки Серкьо, стал богохульствовать и поминать Сатану. Явившийся дьявол взялся завершить работу за одну ночь в обмен на душу первого, кто пройдёт по новому мосту. Поутру мастер ужаснулся своему прегрешению и отправился с исповедью к падре, а тот придумал сначала пропустить на другой берег собаку. Разгневанный этой хитростью дьявол бросился в воды реки, однако до сих пор тёмными октябрьскими вечерами его можно увидеть на мосту в образе белоснежной мареммо-абруццкой овчарки.